# يسبر بيترسون
يسبر بيترسون (بالسويدية: Jesper Pettersson)‏ هو لاعب هوكي الجليد سويدي، ولد في 16 يوليو 1994 في ستوكهولم في السويد.

## وصلات خارجية
- يسبر بيترسون على موقع دوري الهوكي الوطني (الإنجليزية)
- يسبر بيترسون على موقع EliteProspects.com (الإنجليزية)
- يسبر بيترسون على موقع Eurohockey.com (الإنجليزية)
- يسبر بيترسون على موقع HockeyDB.com (الإنجليزية)